# Marauna bucki
Marauna bucki är en skalbaggsart som beskrevs av Maria Helena M. Galileo och Martins 2007. Marauna bucki ingår i släktet Marauna och familjen långhorningar. Inga underarter finns listade i Catalogue of Life.